# Wolkowo (powiat grodziski)
Wolkowo – wieś w Polsce położona w województwie wielkopolskim, w powiecie grodziskim, w gminie Kamieniec.
W okresie Wielkiego Księstwa Poznańskiego (1815-1848) miejscowość wzmiankowana jako Wołkowo należała do wsi większych w ówczesnym pruskim powiecie Kosten rejencji poznańskiej. Wołkowo należało do okręgu wielichowskiego tego powiatu i stanowiło część majątku Karczew (dziś Karczewo), który należał wówczas do Mikołaja Mielżyńskiego. W skład majątku Karczew wchodziły wówczas także: Jaskółki, folwark Plastowo i Łęki Wielkie. 
W latach 1975–1998 miejscowość należała administracyjnie do województwa poznańskiego.

## Kościoły i związki wyznaniowe
- Kościół rzymskokatolicki
- Świecki Ruch Misyjny „Epifania” - zbór w Wolkowie.

## Demografia
Według spisu urzędowego z 1837 roku Wołkowo liczyło 250 mieszkańców, którzy zamieszkiwali 23 dymy (domostwa).
Liczba mieszkańców miejscowości w poszczególnych latach:
| Rok  | Ilość mieszkańców |
| ---- | ----------------- |
| 1837 | 250               |
| 1998 | 345               |
| 2002 | 338               |
| 2009 | 347               |
| 2011 | 346               |
| 2021 | 361               |